# Ludlow (Geologie)
| ❮ | System    | Serie      | Stufe        | ≈ Alter (mya) |
| ❮ | später    | später     | später       | jünger        |
| - | --------- | ---------- | ------------ | ------------- |
| ❮ | S i l u r | Pridoli    | Pridolium    | 419,2 ⬍ 423   |
| ❮ | S i l u r | Ludlow     | Ludfordium   | 423 ⬍ 425,6   |
| ❮ | S i l u r | Ludlow     | Gorstium     | 425,6 ⬍ 427,4 |
| ❮ | S i l u r | Wenlock    | Homerium     | 427,4 ⬍ 430,5 |
| ❮ | S i l u r | Wenlock    | Sheinwoodium | 430,5 ⬍ 433,4 |
| ❮ | S i l u r | Llandovery | Telychium    | 433,4 ⬍ 438,5 |
| ❮ | S i l u r | Llandovery | Aeronium     | 438,5 ⬍ 440,8 |
| ❮ | S i l u r | Llandovery | Rhuddanium   | 440,8 ⬍ 443,4 |
| ❮ | früher    | früher     | früher       | älter         |

Das Ludlow (selten auch Ludlowium oder Ludlovium) ist in der Erdgeschichte eine chronostratigraphische Serie innerhalb des Silur. Sie begann geochronologisch vor etwa 427.4 Millionen Jahren und endete vor etwa 423 Millionen Jahren. Dem Ludlow geht die Wenlock-Serie voraus; es wird von der Pridolium-Serie gefolgt.

## Namensgebung und Geschichte
Das Ludlow hat seinen Namen nach dem Ort Ludlow in Shropshire (England), in dessen Nähe Gesteine dieses Alters an der Erdoberfläche anstehen. Roderick Murchison führte den Begriff 1833 in die Literatur ein. Ursprünglich hatte das Ludlow den hierarchischen Rang einer Stufe, bevor es 1989 den Rang einer Serie bekam.

## Definition und GSSP
Das Ludlow beginnt mit der Basis des Gorstium, das durch das (lokale) Einsetzen der Acritarchen-Art Leptobrachion longhopense definiert ist. Diese Grenze liegt wahrscheinlich auch nahe der Basis der Neodiversograptus nilssoni-Graptolithenzone. Die Grenze zum Pridolium ist dagegen durch das Erstauftreten der Graptolithen-Art Monograptus parultimus eindeutig festgelegt. Das offizielle Referenzprofil (GSSP = „Global Stratotype Section and Point“) für das Gorstium liegt in dem aufgelassenen Steinbruch „Pitch Coppice“, ungefähr 4,5 km südwestlich von Ludlow auf der Südseite der Straße von Ludlow nach Wigmore.

## Untergliederung
Die Ludlow-Serie des Silur wird in zwei geologische Stufen unterteilt:
- System: Silur (443.4–419.2 mya)
  - Serie: Pridolium (423–419.2 mya) (nicht in weitere Stufen untergliedert)
  - Serie: Ludlow (427.4–423 mya)
    - Stufe: Ludfordium (425.6–423 mya)
    - Stufe: Gorstium (427.4–425.6 mya)

  - Serie: Wenlock (433.4–427.4 mya)
  - Serie: Llandovery (443.4–433.4 mya)